# Unterseeboot UB-130
Pour les autres navires du même nom, voir Unterseeboot.
L'Unterseeboot UB-130 est un sous-marin (U-Boot) allemand de type UB III utilisé par la Kaiserliche Marine pendant la Première Guerre mondiale. Il fut mis en service dans la marine impériale allemande le 28 juin 1918.
L'UB-130 s’est rendu aux Alliés à Harwich le 26 novembre 1918, conformément aux exigences de l’armistice avec l’Allemagne. Au début de 1919, il coula au large de Hastings lors de son remorquage vers un port français. En 2001, son canon de pont a été récupéré et restauré pour être conservé à Newhaven (Sussex de l'Est).

## Conception
Comme tous les sous-marins de type UB III, l'UB-130 avait un déplacement de 512 tonnes en surface et de 643 tonnes en immersion. Ses moteurs lui permettaient de naviguer à 13,9 nœuds (25,7 km/h) en surface et à 7,6 nœuds (14,1 km/h) en immersion. Il avait un rayon d'action de 7280 milles marins (13480 km) à sa vitesse de croisière. L'UB-130 transportait 10 torpilles et était armé d’un canon de pont de 10,5 cm SK L/45. L'UB-130 avait un équipage pouvant compter jusqu’à 3 officiers et 31 hommes.

## Historique des services
L'UB-130 a été construit par AG Weser à Brême. Après un peu moins d’un an de construction, il a été lancé à Brême le 27 mai 1918. Il a été mis en service plus tard la même année sous le commandement du Kapitänleutnant Heinrich XXXVII Prinz Reuß zu Köstritz.

## Affectations
- Flottille I : du 21 octobre au 11 novembre 1918

## Commandants
- Kapitänleutnant Heinrich XXXVII Prinz Reuß zu Köstritz[7] : du 28 juin au 11 novembre 1918

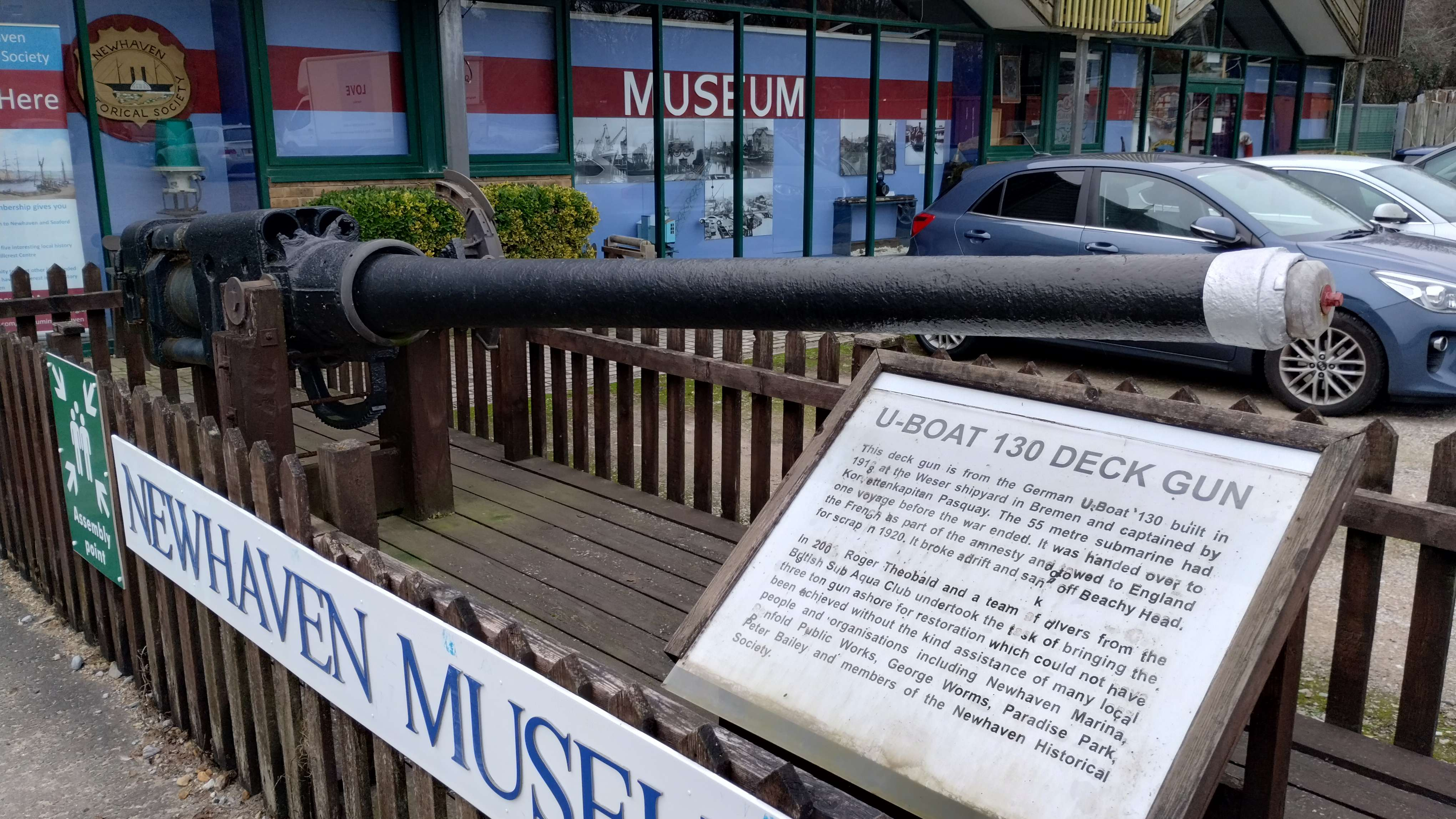
Canon de pont de l'UB-130 restauré à Newhaven (Sussex de l'Est).